# Annoux
Annoux ist eine französische Gemeinde mit 84 Einwohnern (Stand 1. Januar 2022) im Département Yonne in der Region Bourgogne-Franche-Comté (vor 2016 Bourgogne); sie gehört zum Arrondissement  Avallon und zum Kanton Chablis (bis 2015 L’Isle-sur-Serein).

## Geographie
Annoux liegt etwa 45 Kilometer südöstlich von Auxerre. Umgeben wird Annoux von den Nachbargemeinden Sarry im Norden und Nordosten, Châtel-Gérard im Osten, Thizy und Blacy im Süden sowie Massangis im Westen.

## Bevölkerungsentwicklung
| Jahr                      | 1962 | 1968 | 1975 | 1982 | 1990 | 1999 | 2006 | 2013 |
| Einwohner                 | 153  | 156  | 118  | 99   | 87   | 82   | 93   | 87   |
| Quelle: Cassini und INSEE |      |      |      |      |      |      |      |      |

## Sehenswürdigkeiten

Kirche Saint-Jean-Baptiste

- Kirche Saint-Jean-Baptiste
- Rathaus, 1830 erbaut
- Telegrafenturm

## Persönlichkeiten
- Louis-Nicolas Davout (1770–1823), Marschall Frankreichs